# Angus Arthur
Angus Patrick Arthur (ur. 6 stycznia 1996) – jamajski zapaśnik walczący w stylu wolnym. Zajął 25. miejsce na mistrzostwach świata w 2019. Ósmy na igrzyskach panamerykańskich w 2019. Złoty medalista mistrzostw panamerykańskich w 2020 roku.